# Егодистонічна статева орієнтація
Егодистонічна статева орієнтація — психічний розлад, при якому пацієнт висловлює стійкий та непереборний потяг змінити свою сексуальну орієнтацію з причини наявності у нього психологічних порушень і розладів поведінки і може домагатися лікування, щоб змінити її. Пацієнт чітко усвідомлює свою гомо-, бі- чи гетеросексуальність, але відмовляється приймати її, негативно реагуючи агресією, тривогою, депресією або страхом . 
Психічним розладом тут вважається не наявність у людини певної сексуальної орієнтації (гомо-, бі- або гетеросексуальної), а його внутрішня потреба у зміні цієї орієнтації і пов'язані з цим переживання і депресії  .

## Пояснення
Слід відрізняти егодистонічну статеву орієнтацію від інших діагнозів, які мають схожі симптоми: 
| код   | діагноз                                          | Пояснення відмінностей від F66.1 |
| ----- | ------------------------------------------------ | --- |
| F64.2 | Розлад статевої ідентифікації в дитячому віці    | Це захворювання діагностується лише у дітей допубертатного віку і не може бути діагностованим у підлітків, які досягли пубертатного віку. |
| F64.0 | Транссексуалізм                                  | При цьому діагнозі у пацієнта виникає бажання зробити корекцію статі .                                                                    |
| F66.0 | Сексуальний розлад в період статевого дозрівання | При цьому діагнозі у пацієнта спостерігаються сумніви і невпевненість у своїй статевій або сексуальній ідентифікації.                     |

## Причини і наслідки
Егодистоніча сексуальна орієнтація може бути як гомо-, так і гетеросексуальною, а також - бісексуальною. Таким чином, говорять про егодистонічну гомо-, бі- або гетеросексуальність. 
Інша річ, що в гетеросексистському суспільстві важко собі уявити справжнього гетеросексуала, що бажає змінити свої сексуальні вподобання і шукає психологічну та медичну допомогу для того, щоб змінити свою сексуальну орієнтацію. Таким чином, на практиці егодистонічна сексуальна орієнтація найчастіше спостерігається у гомосексуалів. Пацієнти, які страждають цим розладом, не можуть прийняти в собі свою гомосексуальність, що пов'язано значною мірою з гетеронормативними стандартами в суспільстві і, як наслідок, внутрішньою гомофобією. В результаті чого деякі особи з егодистонічною гомосексуальністю намагаються «вилікуватися», вступають в гетеросексуальні відносини, навіть створюють сім'ї з партнерами протилежної статі і заводять дітей. Однак, за зовнішнім «лікуванням» часто ховається емоційна і сексуальна незадоволеність, депресія і соціальна ізоляція або анонімні одностатеві сексуальні контакти (що пов'язано з високим ризиком зараження інфекціями, що передаються статевим шляхом).   У частини осіб з егодистонічною сексуальною орієнтацією мотивом зміни гомосексуальної орієнтації на гетеросексуальну виступає не дискримінація соціального оточення, а особисте неприйняття пацієнтами своєї орієнтації, наприклад, бажання мати гетеросексуальну сім'ю і дітей. Через цей внутрішній конфлікт можуть виникати розлади настрою, які часто супроводжуються суїцидальною поведінкою .

## Обстеження та лікування
Для діагностики егодистонічної статевої орієнтації проводяться такі дослідження: 
- Дослідження сексуальної самоідентифікації.
- Дослідження особливостей емоційно-особистісної сфери та міжособистісної взаємодії.
- Клініко-психопатологічне дослідження для виключення шизофренії, шизотипічних та шизоафективних розладів.

Лікування пацієнтів має на меті підвищення їхньої соціально-психологічної та сексуальної адаптації і включає психотерапію в індивідуальній, парній, сімейній та груповій формах. Якщо егодистонічна сексуальна орієнтація виникла як один із проявів психічного розладу, то проводиться лікування основного захворювання. 